# Altomonte
Altomonte és un municipi italià, dins de la província de Cosenza, que limita amb els municipis d'Acquaformosa, Castrovillari, Firmo, Lungro, Roggiano Gravina, San Donato di Ninea, San Lorenzo del Vallo, San Sosti, Saracena a la mateix província.

## Evolució demogràfica
| Població censada al municipi d'Altomonte | Població censada al municipi d'Altomonte      | Població censada al municipi d'Altomonte |
| ---------------------------------------- | --------------------------------------------- | ---------------------------------------- |
|                                          |                                               |                                          |
| Notes:                                   | Elaboració gràfica per part de la Viquipèdia  |                                          |
|                                          | Font: ISTAT (Institut Nacional d'Estadística) |                                          |